# Plemiški nazivi
Plemiški nazivi označujejo stopnjo plemiča v plemiški hierarhiji.

## Tabela
| Država              | Cesar      | Kralj    | Kraljica   | Prestolonaslednik    | Nadvojvoda   | Princ/Knez       | Vojvoda  | Markiz    | Grof       | Vikont     | Baron              | Vitez     | Dama        | Plemeniti        |
| ------------------- | ---------- | -------- | ---------- | -------------------- | ------------ | ---------------- | -------- | --------- | ---------- | ---------- | ------------------ | --------- | ----------- | ---------------- |
| Združeno kraljestvo | Emperor    | King     | Queen      | Prince of Wales      | Archduke     | Prince           | Duke     | Marquess  | Earl/Count | Viscount   | Baron              | Knight    | Lady/Dame   | Esquire          |
| Škotska             | /          | /        | /          | /                    | Archduke     | Prince           | Duke     | Marquis   | Earl       | Visount    | Lord of Parliament | /         | /           | /                |
| Francija            | Empereur   | Roi      | Reine      | Dauphin              | Archiduc     | Prince           | Duc      | Marquis   | Comte      | Vicomte    | Baron              | Chevalier | Dame        | /                |
| Valonija            | Empereur   | Roi      | Reine      | Dauphin              | /            | Prince           | Duc      | Marquis   | Comte      | Vicomte    | Baron              | Chevalier | /           | /                |
| Nemčija             | Kaiser     | König    | Königin    | Kronprinz            | Erzherzog    | Prinz/Fürst      | Herzog   | Markgraf  | Graf       | /          | Baron/Freiherr     | Ritter    | /           | Edler von/Junker |
| Avstrija            | Kaiser     | König    | Königin    | Kronprinz Erzherzog  | Erzherzog    | Prinz/Fürst      | Herzog   | Markgraf  | Graf       | /          | Baron/Freiherr     | Ritter    | /           | Edler von/Junker |
| Nizozemska          | Keizer     | Koning   | Koningin   | Prins van Oraanje    | Aartshertog  | Prins/Vorst      | Hertog   | Markies   | Graaf      | Burggraaf  | Baron              | Ridder    | Jonkvrouw   | /                |
| Flamska             | Keizer     | Koning   | Koningin   | Kroonprins           | Aartshertog  | Prins            | Hertog   | Markies   | Graaf      | Burggraaf  | Baron              | Ridder    | Jonkvrouw   | /                |
| Madžarska           | Császár    | Király   | Királynó   | /                    | /            | Fejedelem        | /        | /         | Gróf       | /          | Báró               | Lovag     | /           | nemes            |
| Norveška            | /          | Konge    | Dronning   | /                    | /            | Prins/Fyrste     | Hertug   | Marki     | Greve      | Visegreve  | Baron              | Ridder    | /           | /                |
| Italija             | Imperatore | Re       | Regina     | Principe di Piemonte | Arciduca     | Principe         | Duca     | Marchese  | Conte      | Visconte   | Barone             | Cavaliere | Nobil Donna | nobile           |
| Španija             | Emperador  | Rey      | Reina      | Príncipe de Asturias | /            | /                | Duque    | Marqués   | Conde      | Visconde   | Barón              | Caballero | Dama        | /                |
| Poljska             | Cesarz     | Król     | Królowa    | /                    | Książę krwi  | Książę           | Książę   | Margrabia | Hrabia     | Wicehrabia | Baron              | Rycerz    | Dama/Pani   | Giermek          |
| Finska              | Keisari    | Kuningas | Kuningatar | Kruununprinssi       | Arkkiherttua | Ruhtinas/Prinssi | Herttua  | Markiisi  | Kreivi     | Varakreivi | Paroni             | Ritari    | Rouva       | /                |
| Kitajska            | /          | Wang     | /          | Qin Wang             | /            | Jun Wang         | Gong Jue | Hou Jue   | Bo Jue     | Zi Jue     | Nan Jue            | /         | /           | /                |
| Japonska            | Mikado     | Oo       | Jo´oo      | /                    | /            | /                | /        | /         | /          | /          | Daimyo             | Samurai   | /           | /                |
| Perzija             | šah        | /        | /          | /                    | /            | /                | /        | /         | /          | /          | /                  | /         | /           | /                |
| Portugalska         | Imperador  | Rei      | Raínha     | Príncipe             | /            |                  | Duque    | Marquês   | Conde      | Visconde   | Barão              | /         | Dona        | Dão              |
| Brazilija           | Imperador  | Rei      | Raínha     | Príncipe             | /            |                  | Duque    | Marquês   | Conde      | Visconde   | Barão              | /         | Dona        | Dão              |
| Danska              | /          | Konge    | Dronning   | Prins                | ?            |                  | ?        | ?         | ?          | ?          | ?                  | ?         | ?           | ?                |